# 蔡斯·阿特利
蔡斯·卡麥隆·厄特利（Chase Cameron Utley，1978年12月17日—），出生在加利福尼亞州的帕薩迪納。阿特利是屬於左打右投的選手，自從成為費城人隊的固定先發二壘手以後，阿特利的表現證明自己是有才華的選手，之後他也不斷增強自己的守備能力，和隊上的游擊手吉米·羅林斯是國家聯盟里面，被公認為內野中間防手最好的。
2015年8月19日，厄特利被交易到洛杉磯道奇隊，直至2018年的季後宣佈退休。

## 小聯盟
阿特利一開始棒球生涯是待在業餘的棒球隊伍，1999年他許選擇前往洛杉磯加利福尼亞大學就讀。在2000年的大聯盟選秀中，以第一輪第15順位被費城人隊所選中，然後在費城人隊的農場系統Batavia Muckdogs（一個短的球季，現在為聖路易紅雀的旗下）開始。2001年升到1A，2002年－2003年在3A。

## 大聯盟

### 2003年－2005年
2003年開季獲選進入25人名單當中，沒多久被送回小聯盟，然後在回到大聯盟，再回到大聯盟以後就擊出生涯在大聯盟的第1支安打，是1支滿貫全壘打，但沒多久又被球隊送回小聯盟，一直到了8月因內野手David Bell受傷的關係，而普拉西多·波蘭柯被移到三壘，阿特利成為先發的二壘手。9月28日阿特利在Veterans體育場的最後一個打席，是以1個滾地球雙殺來作結束。
2004年球季阿特利是在3A開始，5月上旬因二壘手波蘭柯受傷而升上大聯盟，之後6月被送回小聯盟，直到7月再升上大聯盟。
2005年阿特利和波蘭柯同為隊上的二壘手，直到6月波蘭柯被交易到底特律老虎以後，就成為隊上固定的先發二壘手。在這一年阿特利有16次的盜壘成功，證明自己在國聯的二壘手裡面有好的打擊表現以外，還有不錯的速度。

### 2006年
這一年阿特利代表美國參加2006年世界棒球經典賽，並且在匹茲堡海盜的主場PNC球場舉辦的美國職棒大聯盟全明星賽，被球迷票選為先發的二壘手。11月時，阿特利和其他大聯盟的明星們，一起到日本參加在日本所舉辦的明星賽。
這一年的球季，阿特利在6月23日到8月3日期間，連續35場比賽擊出安打，在費城人隊史上排名第2位，僅次於隊友羅林斯的38場比賽，這是從2002年路易斯·卡斯提歐達成這個記錄以後，再度完成這個記錄的二壘手，這也是從1945年Tommy Holmes達成這個記錄以候，唯一的左打者。有了前述的好表現，阿特利獲選為7月表現最佳球員。
9月24日，阿特利在對佛羅里達馬林魚的比賽中，單場擊出2發全壘打，為今年的第7次。阿特利和隊友羅林斯在今年成為國家聯盟歷史上，在內野中間守備位置擊出25發以上全壘打的記錄。今年的打擊率為0.306，為國聯裡面表現最好的二壘手，而獲得美國職棒大聯盟銀棒獎 。

### 2007年

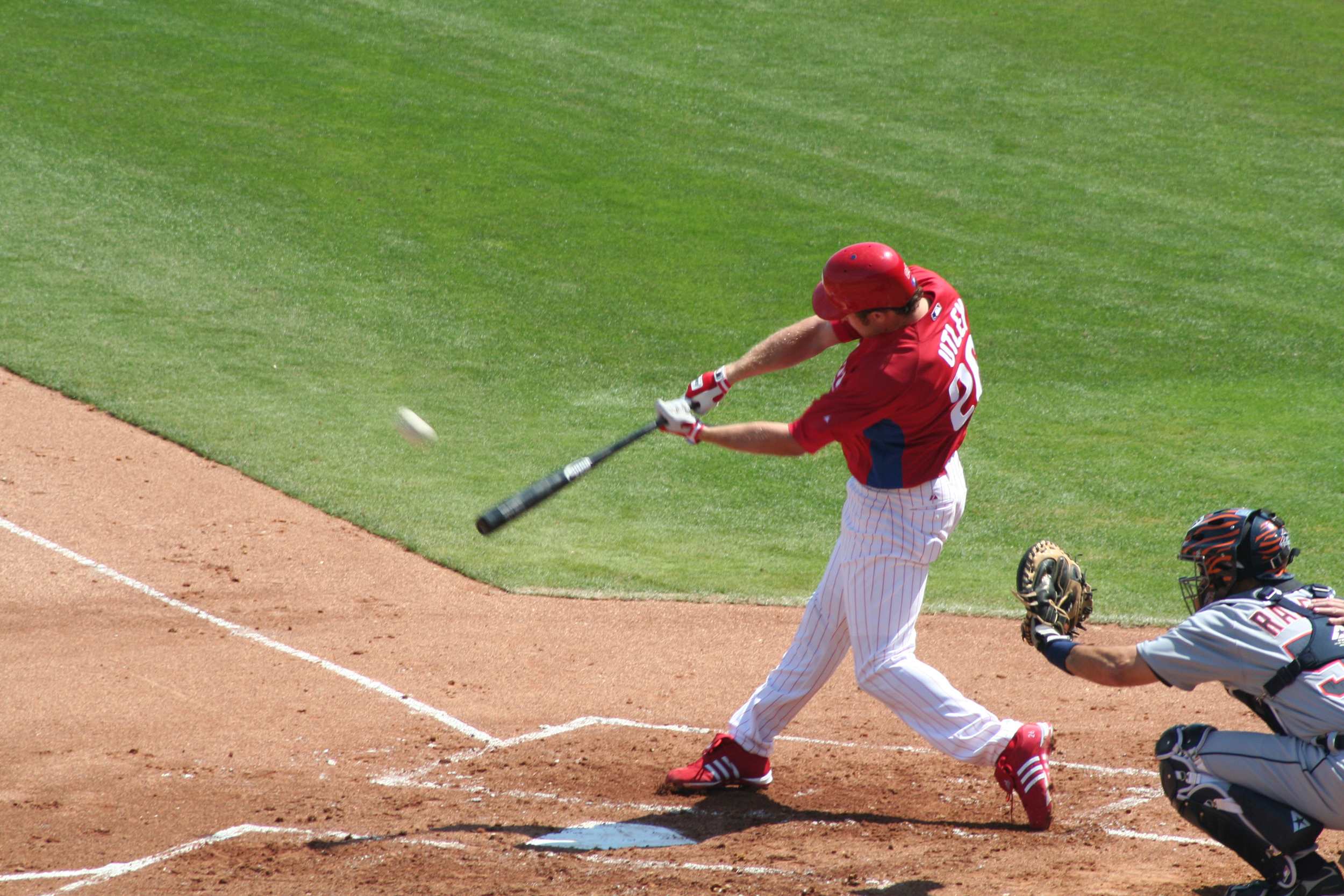
阿特利在2007年3月11日，於底特律老虎春訓基地打擊的照片。

1月21日，費城人隊和阿特利簽下7年8500萬美金的延長合約，避免薪資仲裁。在今年球季初期，阿特利表現火熱，而獲球迷票選為2007年明星賽的先發二壘手。在明星賽過後，阿特利被華盛頓國民的投手John Lannan投觸身球擊中右手的第四掌骨，手術過程雖然很成功，但還是進入傷兵名單，阿特利說自己一定在回到球場上。8月27日阿特利再度回到球場上進行比賽，在主場面對紐約大都會的比賽共有5支3的表現，包含1發全壘打和1分打點的二壘安打，並在主場受到球迷的掌聲。阿特利在球季結束以後，打擊率為0.332、22發全壘打、103分打點和48支二壘安打（國聯第2位），由於阿特利的好表現，而幫助球隊穫得國聯東區冠軍，並進入久別14年的季後賽，而自己今年的好表現，也再度連續2年獲得二壘手銀棒獎。

### 2008年

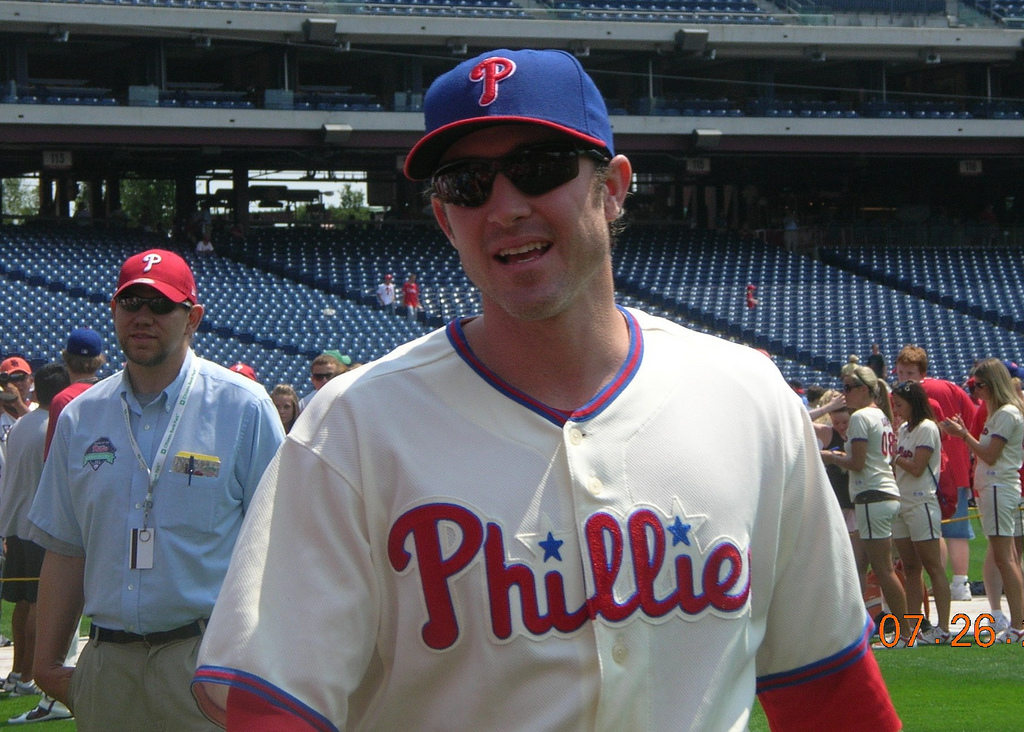
2008年阿特利的照片。

在2007年球季阿特利展現出他的好表現以後，將此好表現帶到2008年的4月，幫助球隊獲得一場接著一場的勝利，使費城人獲得2003年以來4月份的勝率能達到五成以上，這也是他們至從上次世界大賽以來的第4次。阿特利在4月的表現，擊出了11發的全壘打，包括在7場比賽（4月17日－23日）裡面擊出7發全壘打，並且連續5場比賽都擊出全壘打，在111個打數裡面打擊率達到0.360（國聯裡面排名第5位），而獲得了國聯4月份單月表現最佳球員。他的連續5場比賽擊出全壘打，追平巴比·阿布瑞尤（2005年5月8日－12日）、Mike Schmidt（1979年6月6日－10日）及Dick Allen（1969年5月27日－6月1日）在費城人隊史上保持的紀錄。5月份阿特利的表現開始有些下滑（5月份打擊率0.259），不過他仍然在這個月擊出8發以上的全壘打，打破費城人隊史Cy Williams（1923年）和萊恩·霍華德（2006年）在6月前所保持的的全壘打數紀錄（18發全壘打），並且有26分的打點，當霍華德在5月擊出他本季第15發全壘打時，阿特利和霍華德變成費城人第一對在6月之前擊出15發以上全壘打的球員。
在6月1日，阿特利擊出他本季第20發全壘打和50分的得分，幫助球隊不斷的獲得勝利，而擠下佛羅里達馬林魚，成為國聯東區排名第一，並獲得國聯單週表現最佳球員，這是至從2007年4月23日－29日以來，再度獲獎。阿特利在5月25日到6月2日共8場比賽裡面擊出了了7發全壘打，裡面包括了連續5場比賽擊出全壘打，是今年的第二次。在6月13日阿特利和隊友霍華德及Pat Burrell連續三個打席擊出全壘打（back-to-back-to-back），而以20：2大勝聖路易紅雀，這是費城人至從2004年5月18日以來的第1次，也是隊史的第7次，也是今年美國大聯盟所有球隊裡面第4次。在6月13日以後，阿特利連續24個打席沒有擊出安打，這是生涯的新高，之後29個打數只擊出1支安打，讓費城人隊連續6場比賽輸球。在6月21日時阿特利沒有擔任先發，結束連續101場比賽當先發球員。在6月25日阿特利打擊大爆發，5個打數擊出4支安打，幫助球隊以4：0完封勝奧克蘭運動家 。阿特利並連續3年獲選為明星賽的先發球員。在球季結束以後，阿特利於11月接受臀部手術

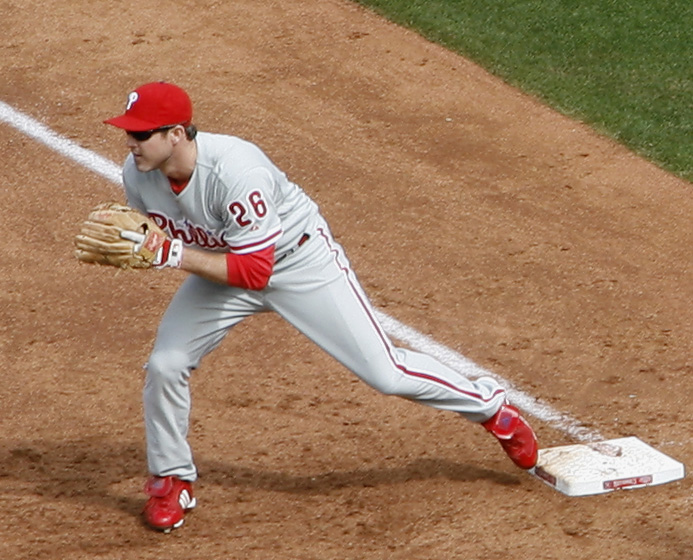
2009年在一壘守備的阿特利。

### 2009年
在2008年底接受手術的阿特利，原本外界預期因無法趕上開幕戰，但是阿特利還是有上場比賽，以先發二壘手登場，不過三個打數沒有安打，只有一次靠保送上壘。2009年美國職棒大聯盟全明星賽的投票中，阿特利共獲得2922796張票，僅次於亞伯特·普荷斯的2934794張票，並連續4年入選明星賽。在今年阿特利的表現並沒有受到傷勢的影響，不但有23次的盜壘成功，還在9月8日擊出本季的第30發全壘打，和勞爾·伊巴涅斯及傑森·沃斯成為30發全壘打的組合。在今年球季結束以後，連續第四年獲得二壘手銀棒獎。

### 2009年季後賽的表現
10月28日，阿特利於世界大賽地一場比賽中，在第1局2出局以後獲得四壞球保送，使其成為大聯盟季後賽裡面，連續上壘次數最多的選手（連續26場比賽），在這一場比賽裡面，阿特利單場擊出2發陽春全壘打，幫助球隊以6：1贏得在新洋基球場舉辦的第一場世界大賽比賽。11月2日，阿特利於世界大賽地五場比賽中，再度單場擊出2發陽春全壘打，個人在世界大賽已累積5發全壘打，追平Reggie Jackson所保持的記錄。

## 職棒生涯成績
| 年度 | 球隊     | 出賽 | 打數 | 打點 | 得分 | 安打 | 二壘打 | 三壘打 | 全壘打 | 四死 | 三振 | 盜壘 | 上壘率 | 長打率 | 打擊率 |
| 2003 | 費城人隊 | 43   | 134  | 21   | 13   | 32   | 10     | 1      | 2      | 11   | 22   | 2    | .322   | .373   | .239   |
| 2004 | 費城人隊 | 94   | 267  | 57   | 36   | 71   | 11     | 2      | 13     | 15   | 40   | 4    | .308   | .468   | .266   |
| 2005 | 費城人隊 | 147  | 543  | 105  | 93   | 158  | 39     | 6      | 28     | 69   | 109  | 16   | .376   | .540   | .291   |
| 2006 | 費城人隊 | 160  | 658  | 102  | 131  | 203  | 40     | 4      | 32     | 63   | 132  | 15   | .379   | .527   | .309   |
| 2007 | 費城人隊 | 132  | 530  | 103  | 104  | 176  | 48     | 5      | 22     | 50   | 89   | 9    | .410   | .566   | .332   |
| 2008 | 費城人隊 | 159  | 607  | 104  | 113  | 177  | 41     | 4      | 33     | 64   | 104  | 14   | .380   | .535   | .292   |
| 2009 | 費城人隊 | 156  | 571  | 93   | 112  | 161  | 28     | 4      | 31     | 88   | 110  | 23   | .397   | .508   | .282   |
| 合計 | 7年      | 891  | 3310 | 585  | 602  | 978  | 217    | 26     | 161    | 360  | 606  | 83   | .379   | .523   | .295   |

## 私人生活
阿特利和他的太太Jenn兩個人都很喜愛動物，他們曾經出錢幫一隻7個月大名為Etana的小狗，恢復身體健康。他們夫妻兩個目前只有養2隻貓。阿特利的大學室友Garrett Atkins是科羅拉多落磯的三壘手，目前兩個人還保持著良好的朋友關係。

## 獎項或獎章
- 美國職棒大聯盟銀棒獎：2006年、2007年、2008年、2009年。
- 美國職棒大聯盟全明星賽：2006年、2007年、2008年、2009年。
- 世界大賽冠軍：2008年。

## 外部連結
- 球員資訊和成績在MLB，ESPN，Baseball-Reference，The Baseball Cube（英文）
- Chase Utley Scouting Report by Dugout Central
- Chase Utley's Official Website

| 奖项与成就                   | 奖项与成就                                                  | 奖项与成就                     |
| ---------------------------- | ----------------------------------------------------------- | ------------------------------ |
| 前任： 巴比·阿布瑞尤         | Mike Schmidt Most Valuable Player (with Pat Burrell) 2005年 | 繼任： 萊恩·霍華德             |
| 前任： 大卫·莱特 麥特·哈勒戴 | 國家聯盟最佳球員 July 2006年 April 2008年                   | 繼任： 萊恩·霍華德 蘭斯·柏克曼 |